# Линь Цзя-Энь
Линь Цзя-Энь (кит. 林佳恩, пиньинь Lín Jiā ēn; род. 2 июня 1993, Синьчжу) — тайваньская лучница, выступающая в соревнованиях в стрельбе из олимпийского лука. Участница Олимпийских игр 2012 и 2020 года.

## Биография
Линь Цзя-Энь родилась 2 июня 1993 года.
Училась в Тайваньском спортивном университете в Таоюане, получив квалификацию магистра.

## Карьера
Линь Цзя-Энь начала заниматься стрельбой из лука, когда училась в четвёртом классе начальной школы. Ей нравился этот вид спорта, а семья поддержала её увлечение.
Линь Цзя-Энь участвовала на чемпионате мира 2011 года в Турине. Женская сборная Тайваня добралась до четвертьфинала в командном турнире, а в индивидуальном первенстве лучница дошла до 1/32 финала.
В 2012 году Линь Цзя-Энь вошла в состав сборной Тайваня на Олимпийские игры в Лондоне. В командном турнире лучницы Китайского Тайбэя завершили соревнования в четвертьфинале на итоговом пятом месте, а в индивидуальном первенстве Линь Цзя-Энь достигла стадии 1/16 финала.
В 2017 году Линь Цзя-Энь выступила на чемпионате Азии в Дакке, где стала серебряным призёром в командном турнире. В индивидуальном первенстве она завершила соревнования на стадии четвертьфинала. В том же году она выступила на этапах Кубка мира. В Берлине в командном смешанном и индивидуальном разрядах она стала восьмой и семнадцатой, соответственно. Такой же личный результат она показала и на этапе в Шанхае, а в Анталии проиграла уже в первом раунде плей-офф.
На Олимпийских играх 2020 года, перенесённых из-за пандемии коронавируса на один год и ставших для тайваньской лучницы вторыми в карьере, она стала 21-й в рейтинговом раунде. В первом раунде соревнований в миксте Тайвань уступил сборной Индии со счётом 3:5, а в женском командном турнире — Германии со счётом 2:6. В первом матче женского индивидуального первенства Линь Цзя-Энь лучница попала на Эвангелию Псарру из Греции и победила со счётом 6:4. В следующем матче она оказалась точнее Реены Пярнат из Эстонии со счётом 7:3, но в третьем раунде проиграла американке Маккензи Браун со счётом 2:6.